# Ragvalds museiområde

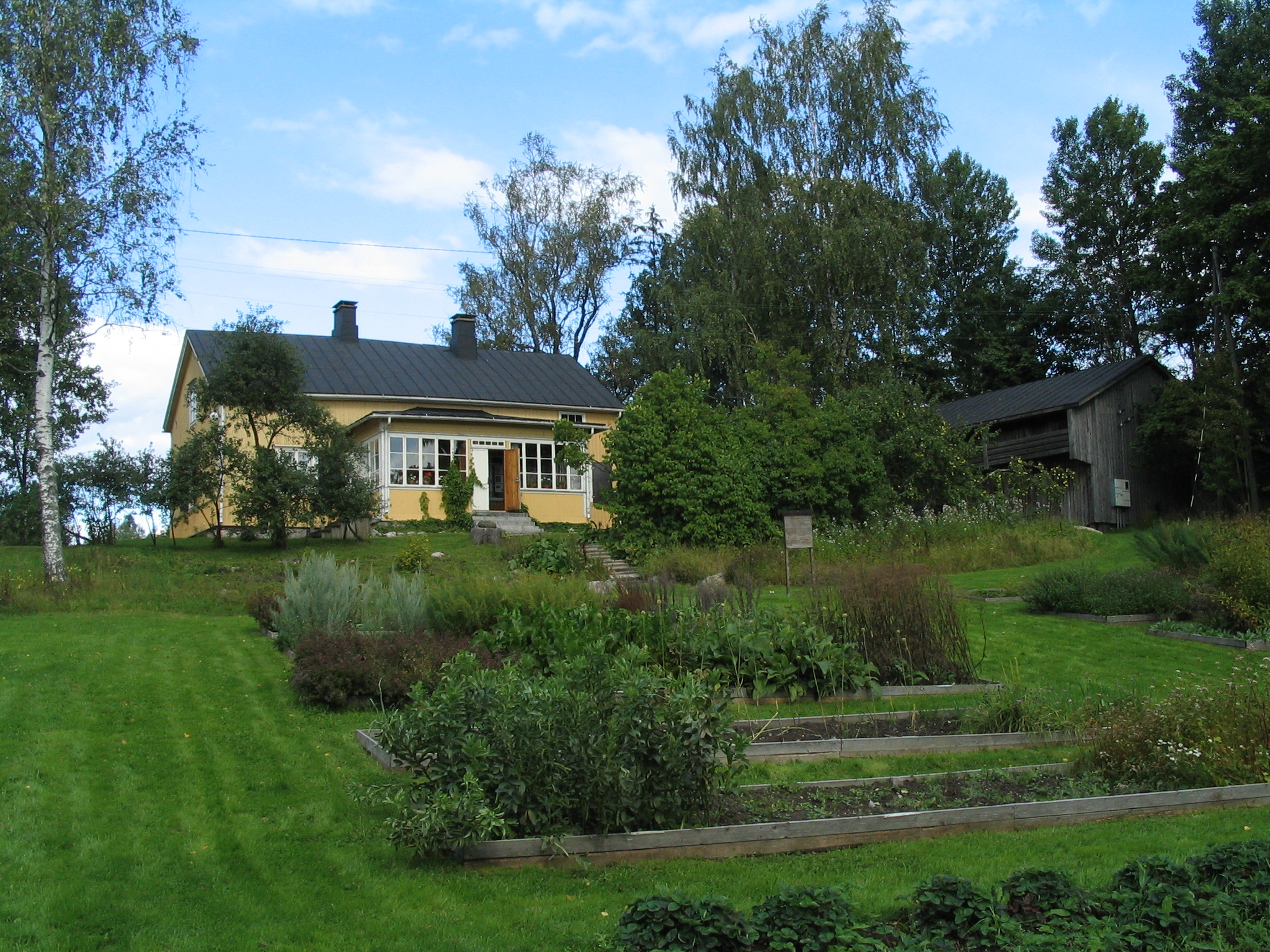
Ragvalds gårds huvudbyggnad med trädgården.

Ragvalds museiområde (finska: Ragvaldsin museoalue) är ett traditionellt lantgårdsområde i Kyrkslätt i det finländska landskapet Nyland. Gårdsområdet, som nuförtiden fungerar som museum, ligger i Överby vid den gamla Kungsvägen. Den siste privata ägaren till Ragvalds gård var Bertil Malmström. Han ägde gården fram till år 1982 och efter hans död gjordes gårdsområdet till ett kommunalt museum.
Utöver de vanliga utställningarna kan man på området bekanta sig med det traditionella landskapet, naturstigen och trädgården. I drängstugan ordnas evenemang för allmänheten i samarbete med lokala aktörer.

## Historia
Ragvalds omnämndes första gången i skriftliga källor på 1540-talet i Gustav Vasas jordeböcker. Ragvalds gård har fått sitt namn efter Jöns Ragvaldssons far, en bonde som hette Ragvald. Gården ägdes av samma släkt åtminstone från 1500-talet till 1982. Mellan år 1592 och 1625 står det dock i jordeböcker att gården var öde. Det betyder dock inte att ingen bodde på gården då. Det kan hända att gården bara inte hade råd att betala skatt. Vid sekelskiftet 1700–1800 ägde Carl Gabrielsson Öfverström Ragvalds gård. Gårdens huvudbyggnad uppfördes i början av 1800-talet.

### Byggnader
Ragvalds museområde består av huvudbyggnaden, Eliasvillan, drängstugan, ladugården och spannmålsmagasinet. 
Den nuvarande huvudbyggnaden byggdes i början av 1800-talet. Byggnaden var reparerat efter Porkala arrendetid då Bertil Malmström återvände från evakueringen. Bertil var en sparsam ungkarl och de möbler hans föräldrar skaffade på 1800-talet finns fortfarande kvar i salen och i stugan.
Mellan åren 1944-1956 var en stor del av Kyrkslätt samt delar av grannkommunerna arrenderade till Sovjetunionen som marinbas. Vid Eliasvillas utställning om Porkala arrendetid kan man bekanta sig med evakueringen av området, livet under arrendetiden och stämningarna i samband med återbördandet av området. Utställningen består av gamla fotografier och dokument samt av föremål som hittats på området. Till utställningen hör bland annat fotograf Jan Kailas bildserie ”96 ryska föremål”.
Den gråa drängstugan bredvid Ragvalds huvudbyggnad är från början av 1900-talet. Byggnaden har byggts om till verksamhetslokal där man kan ordna verksamhet för små grupper.